# Puf

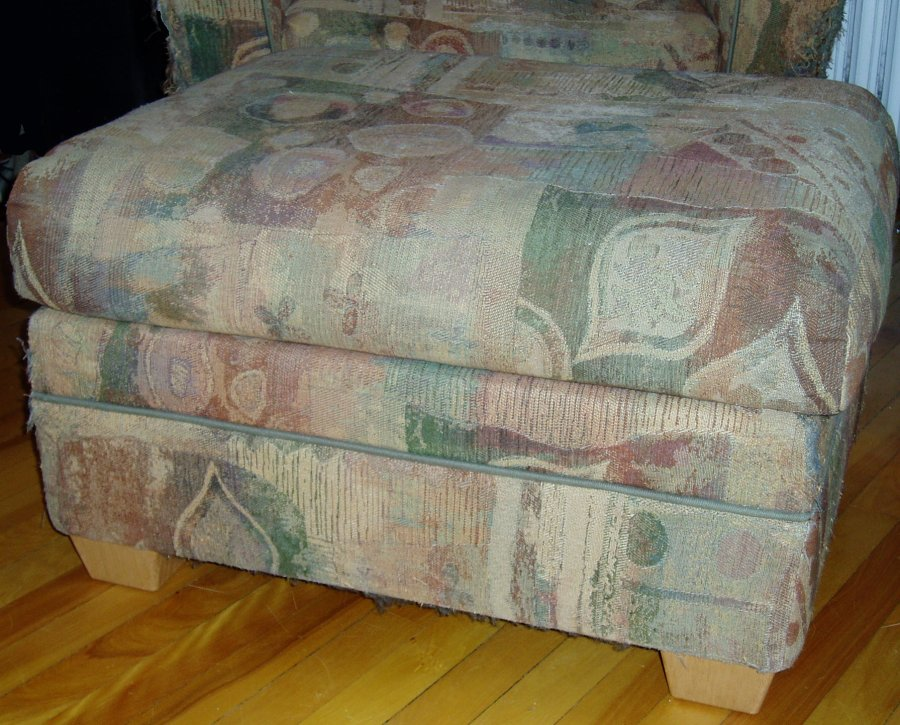
Puf

Un puf és un escambell baix i tou que generalment no té respatller. És un terme d'origen francès (pouf) que indica sovint un accessori d'una butaca o d'un canapè, i que s'utilitza per col·locar els peus o les cames i poder-los estirar a la mateixa alçada del seient. Pot ser un dels elements d'una "duchesse" trencada. Es troba generalment a la sala d'estar o al saló. El puf pot utilitzar-se igualment com escambell.

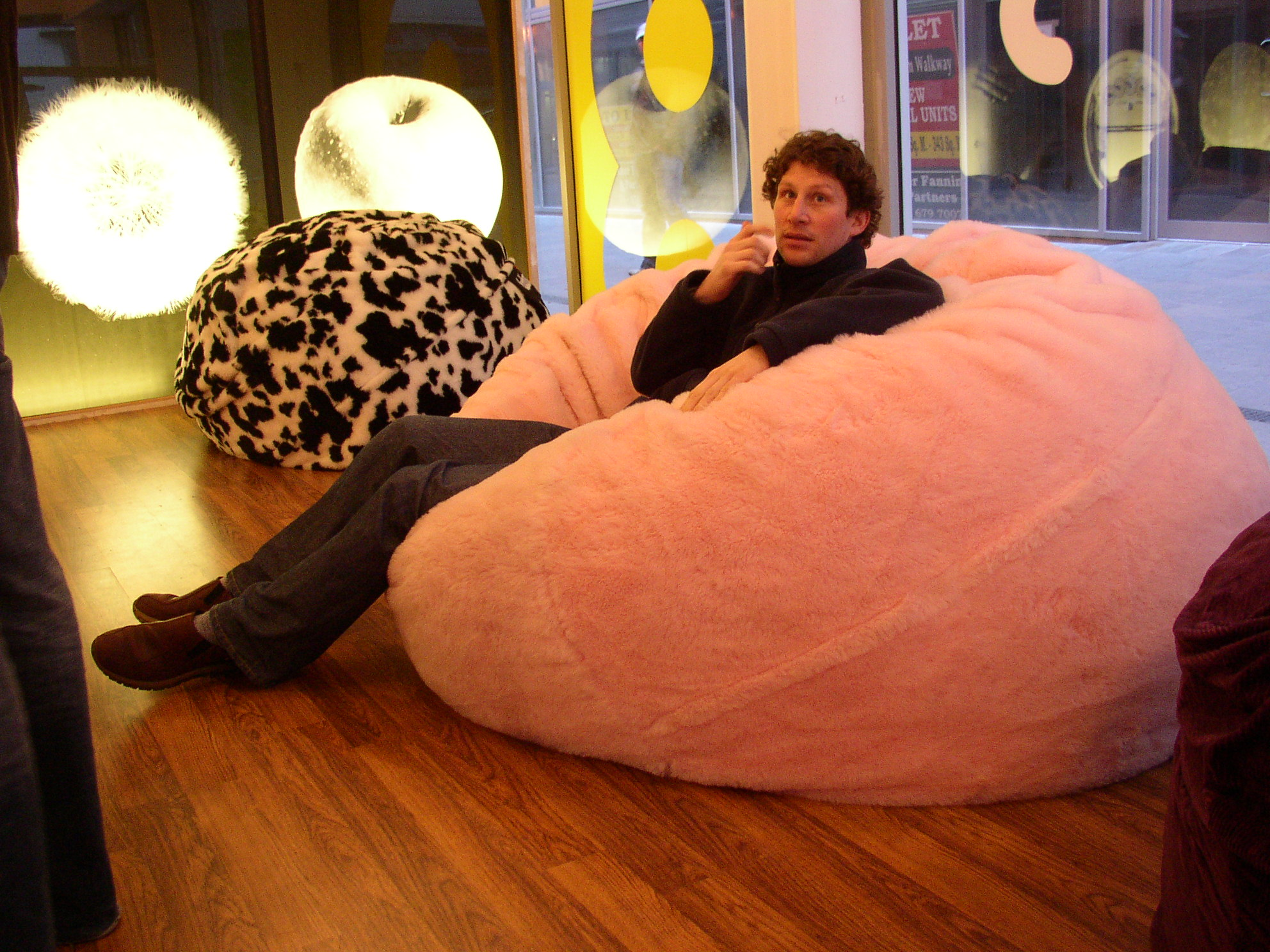
Home assegut en un puf gran

Pot tenir forma clàssica de tamburet, forma rectangular encoixinada o d'acord amb els desenvolupaments més recents forma de matalàs que també pot ser utilitzat com un llit.

## Pufs de sac
Avui dia el terme designa igualment escambells constituïts d'un sac omplert de petites boles de poliestirè expandit, concebut per poder fer joc amb el seient. Per la posició molt baixa i inclinada que imposen, aquestes pufs són sobretot utilitzats per la lectura dins la llar, com les gandules transatlàntiques a l'exterior.
El puf és un seient compost d'un farciment de material tou cobert per una tela rígida que pot ser de diferents materials: cuir, tela, plàstic, etc.. L'interior està farcit de trossos de poliestirè, que ho fa adaptable a diferents espais i usos. Per la seva estructura sembla un gran coixí sense potes, reposant tota la seva base sobre el sòl.
El puf és un moble versàtil que pot usar-se per asseure's, recolzar-se, tombar-se o reposar-hi els peus. A la llar és un moble molt útil doncs pot recollir-se en qualsevol racó o en espais de petites dimensions. La seva lleugeresa permet a més traslladar-ho en el moment d'usar-lo.
Els pufs són ideals per a pisos d'estudiants, cambres infantils, apartaments petits i espais exteriors com jardins o terrasses. Solen ser rodons però també n'hi ha ovalats, quadrats, en forma de butaca, etc. Es presenten en gran multitud de dissenys i colors, des dels llisos fins als molt cridaners, sent habituals els pufs estampats i fins i tot personalitzats.

## Galeria

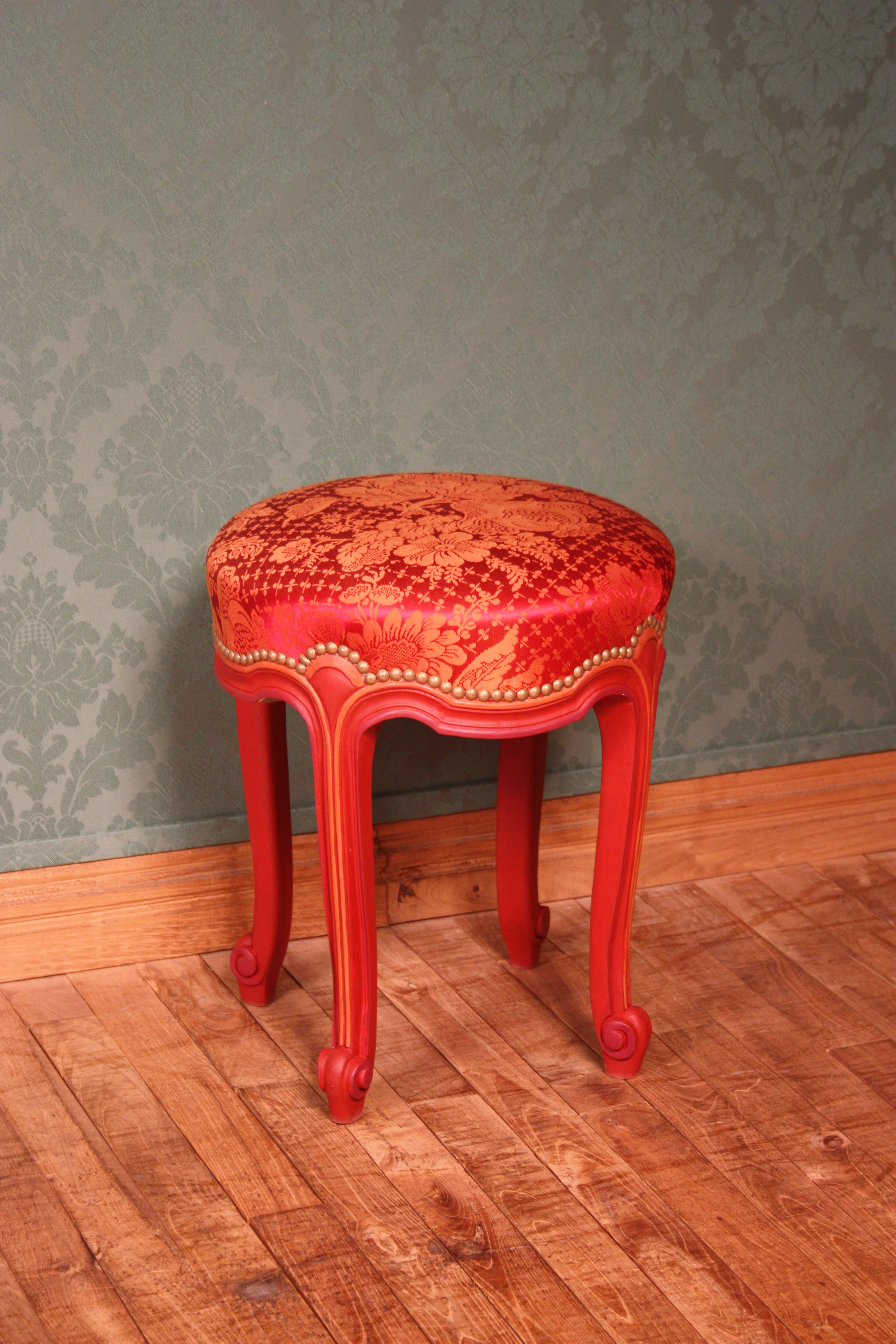
Replica d'un puf rodó antic d'estil Louis XV.
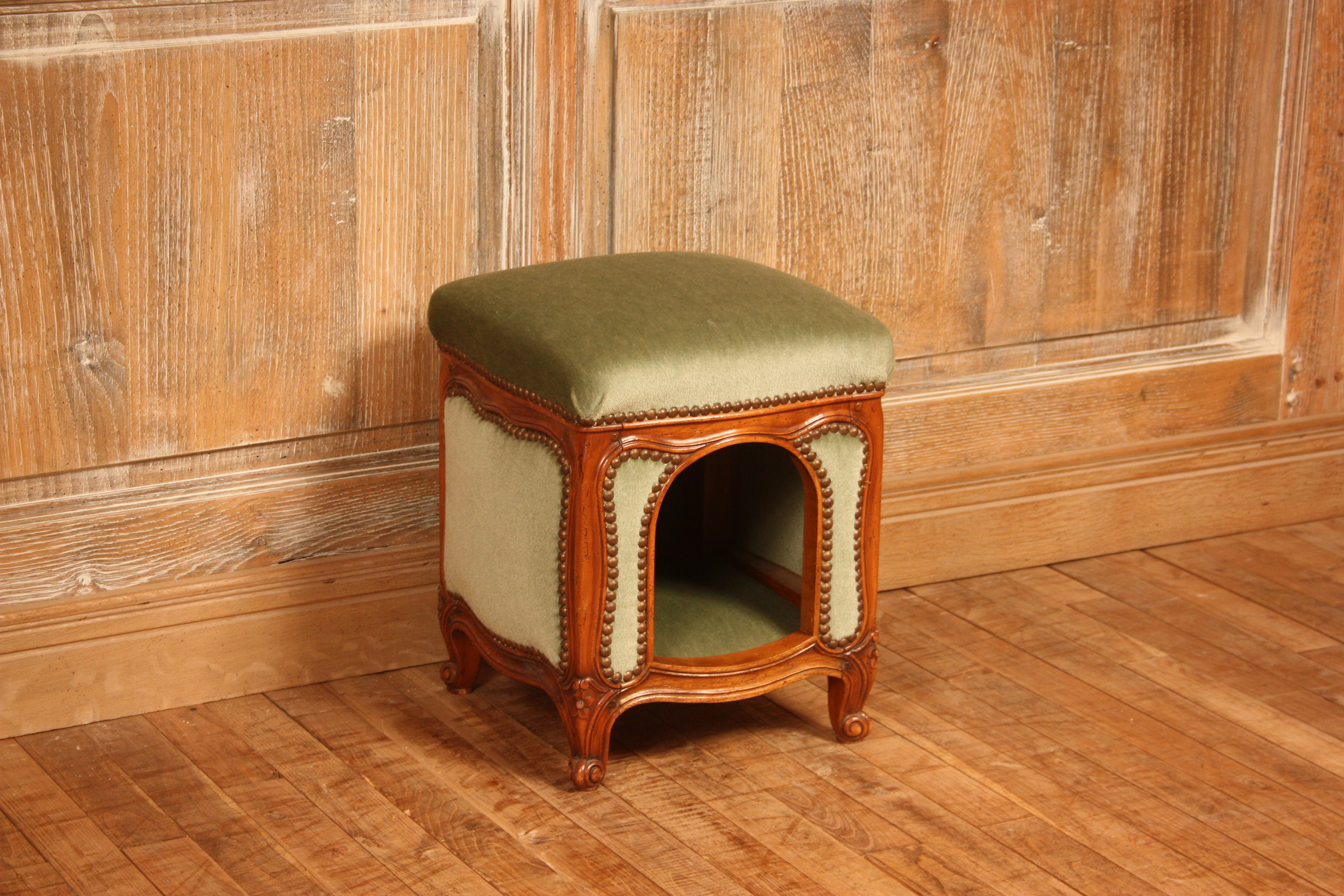
Replica d'un puf a gat d'època d'estil Louis XV.
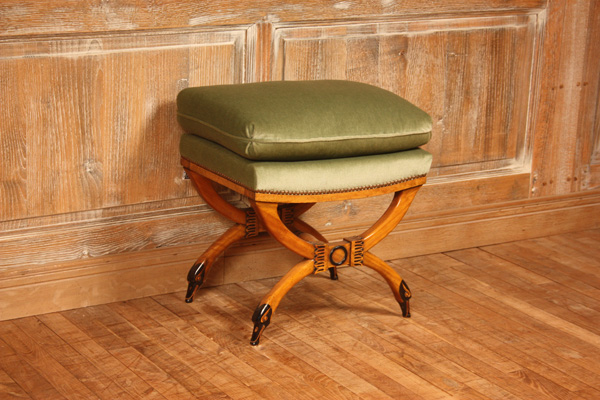
Replica d'un puf en X "coll de cigne" d'estil Imperi.